# Svizzera centrale
La Svizzera centrale è la regione delle prealpi geograficamente il cuore e storicamente l'origine della Svizzera.
La Svizzera centrale è una nomenclatura delle unità territoriali statistiche di livello 2 (NUTS 2). Essa include il canton Lucerna, il canton Uri, il canton Svitto, Obvaldo, Nidvaldo e il canton Zugo.